# Alfred Roselieb
Alfred Roselieb (* 3. Juni 1891 in Hannover; † 1969 in Burgwedel) war ein deutscher Scharfrichter zur Zeit des Nationalsozialismus im Deutschen Reich. Er war von 1944 bis 1945 in der „zentralen Hinrichtungsstätte für den Vollstreckungsbezirk VI“ (mit den Standorten Untersuchungsgefängnis Dresden, Gerichtsgefängnis Weimar und Zuchthaus „Roter Ochse“ in Halle an der Saale) eingesetzt. In diesem Zeitraum wurden Roselieb für seine Hinrichtungsdienste an zusammen 931 Hinrichtungen insgesamt 26.433 Reichsmark ausgezahlt.

## Leben
Alfred Roselieb arbeitete zunächst als Kutscher und Bestattungshelfer, ehe er im Februar 1941 Gehilfe bei dem hannoverschen Scharfrichter Friedrich Hehr (1879–1952) wurde. Dort ersetzte er den zum Wehrdienst einberufenen Karl Schulze. Vor der Aufnahme seiner neuen Arbeit wurde Roselieb hinsichtlich seiner politischen Einstellung von der Behörde überprüft. Roselieb lebte damals im Haus Düwelstraße 9 in Hannover.
In den Erinnerungen des Gefängnispfarrers in den Strafanstalten Tegel und Plötzensee Harald Poelchau tauchte Alfred Roselieb als Gehilfe des Scharfrichters Wilhelm Röttger auf, der von 1942 bis 1945 die „zentrale Hinrichtungsstätte für den Vollstreckungsbezirk IV“ (mit den Standorten Strafgefängnis Plötzensee und Strafanstalt Brandenburg-Görden) zu betreuen hatte. Demnach waren bei den Hinrichtungen in der Strafanstalt Plötzensee zugegen (außer dem Seelsorger selbst): der Aufseher Schwarz, Scharfrichter Röttger, sein Gehilfe Alfred Roselieb und ein alter Gefängnisschuster, dessen Aufgabe es war, den Delinquenten vor der Hinrichtung die Hände zu binden und den Frauen die Haare kurz zu schneiden.

Zentrale Hinrichtungsstätten und Vollstreckungsbezirke im Deutschen Reich (1944)

Im Frühjahr 1944 übernahm Roselieb nach vorheriger Überprüfung durch die Gestapo das Scharfrichteramt in der „zentralen Hinrichtungsstätte für den Vollstreckungsbezirk VI“ in Halle (Saale). Am 31. März 1944 wurde er neuer Scharfrichter im Roten Ochsen. Zudem wurde Roselieb 1944 Nachfolger des Scharfrichters Ernst Reindel (1899–1946), des berüchtigten „Henkers und Schlächters von Berlin“, der die Männer des Widerstandes in Berlin-Plötzensee auf Befehl Hitlers an Fleischerhaken aufgehängt haben soll.
Am 19. Juni 1944 wurde Claude Schmerber um 17.12 Uhr von Scharfrichter Roselieb im Roten Ochsen mit der Guillotine hingerichtet. An jenem Tag lagen Roselieb 25 solcher Aufträge im Roten Ochsen vor. Für diese Hinrichtungen benötigte er insgesamt 60 Minuten.
Nach Kriegsende 1945 setzte sich Alfred Roselieb rechtzeitig in die Britische Besatzungszone nach Hannover ab. 1946 verzog Roselieb nach Burgwedel bei Hannover, wo er auch starb.
Nach dem Krieg versuchten Militäradministration und deutsche Justiz in der Sowjetischen Besatzungszone, die Scharfrichter und ihre Gehilfen zur Verantwortung zu ziehen. Im Falle des Roten Ochsen gelang es jedoch nicht, die hier seit 1942 tätigen Henker vor Gericht zu stellen. Dies war nur bei zwei Scharfrichtergesellen möglich, und zwar dem aus Magdeburg stammenden Johannes Kleine (1890–1946) und Andreas Rose (1888–1947). Diese hatten nicht nur im Zuchthaus Halle (Saale), sondern auch in weiteren Hinrichtungsstätten als Scharfrichtergehilfen gedient. Während ihr letzter Vorgesetzter, Alfred Roselieb, durch seine Flucht jeglicher Strafverfolgung entgangen war, kamen Kleine und Rose Ende 1945 in Untersuchungshaft.
Am 14. Juni 1946 verurteilte das Sonderschwurgericht Merseburg in Halle Kleine und Rose wegen Verbrechen gegen die Menschlichkeit zum Tode. Beiden wurde die Beteiligung an über 500 Hinrichtungen mit Scharfrichter Roselieb im Zuchthaus Roter Ochse zur Last gelegt. Der frühere Reichsjustizminister Gustav Radbruch kritisierte das Urteil.
Zwei weitere Beschuldigte, der bis 1937 tätige Scharfrichter Carl Gröpler (1868–1946) und der Gehilfe Karl Treudler (1876–1945), waren noch in Untersuchungshaft gestorben.
Johannes Kleine verstarb noch vor der Urteilsvollstreckung am 22. Dezember 1946, Andreas Rose wurde am 19. Juni 1947 in der Strafanstalt Coswig (Anhalt) enthauptet.
Gotthold Leistner liegt also nicht richtig, wenn er schreibt: „Nach dem Zusammenbruch des Nazi-Regimes wurden alle Scharfrichter Deutschlands (Reindel, Köster, Ulitzke, Hehr, Röttger, Weiß, Roselieb, Kleine), sofern sie nicht durch Selbstmord ihrem Leben ein Ende gesetzt hatten, hingerichtet.“ Neben Roselieb blieb mindestens auch Johann Reichhart am Leben, wenn auch nicht ungestraft. Überhaupt seien diese Angaben bisher nie geprüft worden, wie Buchautor Johann Dachs bemerkt. Alois Weiß steht fälschlich auf der Liste, er lebte noch bis 1969.